# WeGebAU
WeGebAU (QCG) (Abkürzung für Weiterbildung Geringqualifizierter und beschäftigter älterer Arbeitnehmer in Unternehmen/Qualifizierungschancengesetz (seit 1. Januar 2019 hat das Programm einen neuen Namen erhalten und nennt sich nun Weiterbildungsförderung Beschäftigter)) war eine Weiterbildungsinitiative der Bundesagentur für Arbeit. Seit 2006 gab es von der Agentur für Arbeit unter dem Namen WeGebAU Subventionen zur Förderung der beruflichen Qualifizierung für Geringqualifizierte und ältere Arbeitnehmer in Unternehmen.

## Ziele
Ziel war es, dem derzeit drohenden Fachkräftebedarf entgegenzuwirken, indem Fähigkeiten zur Beschäftigung der Arbeitnehmer gefördert werden. Die Arbeitnehmer sollen die Möglichkeit bekommen, Teilqualifikationen zu erwerben oder fehlende Berufsabschlüsse nachzuholen, ohne jedoch ihre Arbeit kündigen zu müssen. Langfristig soll den Arbeitnehmern eine Sicherheit geboten werden, da un- oder geringqualifizierte Arbeitnehmer bei konjunkturellen Verschlechterungen ein höheres Risiko haben, entlassen zu werden. Arbeitslosigkeit kann so vermieden werden. Sollte es dennoch zu einer Entlassung kommen, haben qualifizierte Arbeitnehmer eine höhere Vermittlungschance. Unternehmer können durch WeGebAU (langjährig) bewährte Mitarbeiter an sich binden.

## Förderfähiger Personenkreis
Förderfähige Personengruppen sind:
- Geringqualifizierte Mitarbeiter gemäß § 81 Absatz 2 SGB III, die entweder über keinen Berufsabschluss nach dem Berufsbildungsgesetz verfügen, kein Studium erfolgreich abgeschlossen haben oder seit mindestens vier Jahren eine ungelernte Tätigkeit ausüben, die üblicherweise keine Berufsausbildung erfordert. Hier können neben den Maßnahmekosten auch ein Teil der Lohnkosten für den Arbeitgeber erstattet werden (sogenannter Arbeitsentgeltzuschuss gemäß § 81 Absatz 5 SGB III).
- Mitarbeiter gemäß § 82 SGB III, die mindestens 45 Jahre alt und in einem Unternehmen beschäftigt sind, welches weniger als 250 Mitarbeiter im Gesamtunternehmen beschäftigt (sogenannte Kleine und mittlere Unternehmen) – KMU. Teilzeitbeschäftigte werden anteilig ihres Stundenvolumens berücksichtigt. Hier spielt die mitgebrachte Qualifikation keine Rolle. Hier können nur die Maßnahmekosten gewährt werden.
- Ab dem 1. April 2012 können auch qualifizierte Mitarbeiter unter 45 Jahren gefördert werden – allerdings nur, wenn die Lehrgangskosten mindestens zur Hälfte vom Arbeitgeber übernommen werden und nur, wenn die Weiterbildungsmaßnahme vor dem 31. Dezember 2023[veraltet] beginnt (§ 131a SGB III).

## Förderfähige Qualifizierungen
Die Bundesagentur für Arbeit gibt Bildungsgutscheine heraus, mit denen Arbeitnehmer ihre neue angestrebte Qualifizierung meist aus verschiedenen Angeboten auswählen können. Die Qualifizierungen müssen nach der AZAV, vormals AZWV, zertifiziert sein und möglichst zu einem anerkannten Berufsabschluss führen. Zertifizierte Teilabschlüsse und Anpassungsqualifizierungen sind auch förderfähig. Die Agentur für Arbeit führt alle AZAV-zertifizierten, förderfähigen Maßnahmen in ihrem KURSNET auf.

## Weitere Informationen
- Zu den Maßnahmekosten gehören üblicherweise die Lehrgangskosten an sich sowie ggfs. Fahrkosten für Pendelfahrten, Kinderbetreuungskosten sowie unter Umständen auch Kosten für eine notwendige auswärtige Unterbringung und Verpflegungsmehraufwand.
- Auch neu eingestellte Mitarbeiter, die zum förderfähigen Personenkreis gehören, haben – unabhängig von der Probezeit – Anspruch auf Qualifizierung nach WeGebAU.
- Während der Qualifizierung muss durchgängig ein (ggfs. befristetes) Arbeitsverhältnis bestehen. Konditionen, Kündigungsfristen etc. haben weiterhin Bestand. Das heißt u. a., dass Mitarbeiter und Arbeitgeber keine zusätzliche Bindung oder Verpflichtung bei Inanspruchnahme von WeGebAU eingehen.
- Doppelförderungen, beispielsweise eine Kombination mit einem Eingliederungszuschuss, sind nicht möglich.
- Eine Förderung im Rahmen WeGebAU ist im Regelfall nur möglich, wenn dem Mitarbeiter keine berufliche Erstausbildung mehr zuzumuten ist und drei Jahre versicherungspflichtige Tätigkeit in Deutschland nachgewiesen werden. Ohne diese Schutzfunktion würde WeGebAU vermutlich die reguläre Berufsausbildung verdrängen.
- Gesetzlich vorgeschriebene Fortbildungen (beispielsweise nach dem Berufskraftfahrerqualifikationsgesetz (BKrFQG)) sind von einer WeGebAU-Förderung ausgeschlossen.
- Die Förderhöhe ist regional unterschiedlich. In Sachsen werden zur Zeit April 2014 für die Unterkunft je Tag max. 31 Euro bis max. 340 Euro im Monat gezahlt, Verpflegungskosten pro Tag 18 Euro bis max. 136 Euro im Monat. Fahrtkosten werden bei öffentlichen Verkehrsmitteln unbegrenzt erstattet. Bei Pkw-Nutzung werden 0,20 Euro je Kilometer bis max. 136 Euro im Monat gezahlt.